# Saurauia warenensis
Saurauia warenensis är en tvåhjärtbladig växtart som beskrevs av Kanehira och Hatusima. Saurauia warenensis ingår i släktet Saurauia och familjen Actinidiaceae. Inga underarter finns listade i Catalogue of Life.